# Marmotinis
Els marmotinis (Marmotini) són aquells membres de la família Sciuridae més estretament relacionats amb el gènere Marmota. Contenen sis gèneres vivents. Dintre d'aquest grup es troben Marmota, Tamias, Spermophilus, i els gossos de les praderies (Cynomys). Varien molt en mida i hàbits, se sostenen en les potes de darrere i s'alcen durant molt de temps. Tendeixen a ser més gregaris que altres esquirols i molts viuen en colònies amb estructura social.
Els del gènere Tamias passen temps dalt dels arbres i es consideren de vegades dins una tribu pròpia (Tamiini).

## Evolució i sistemàtica

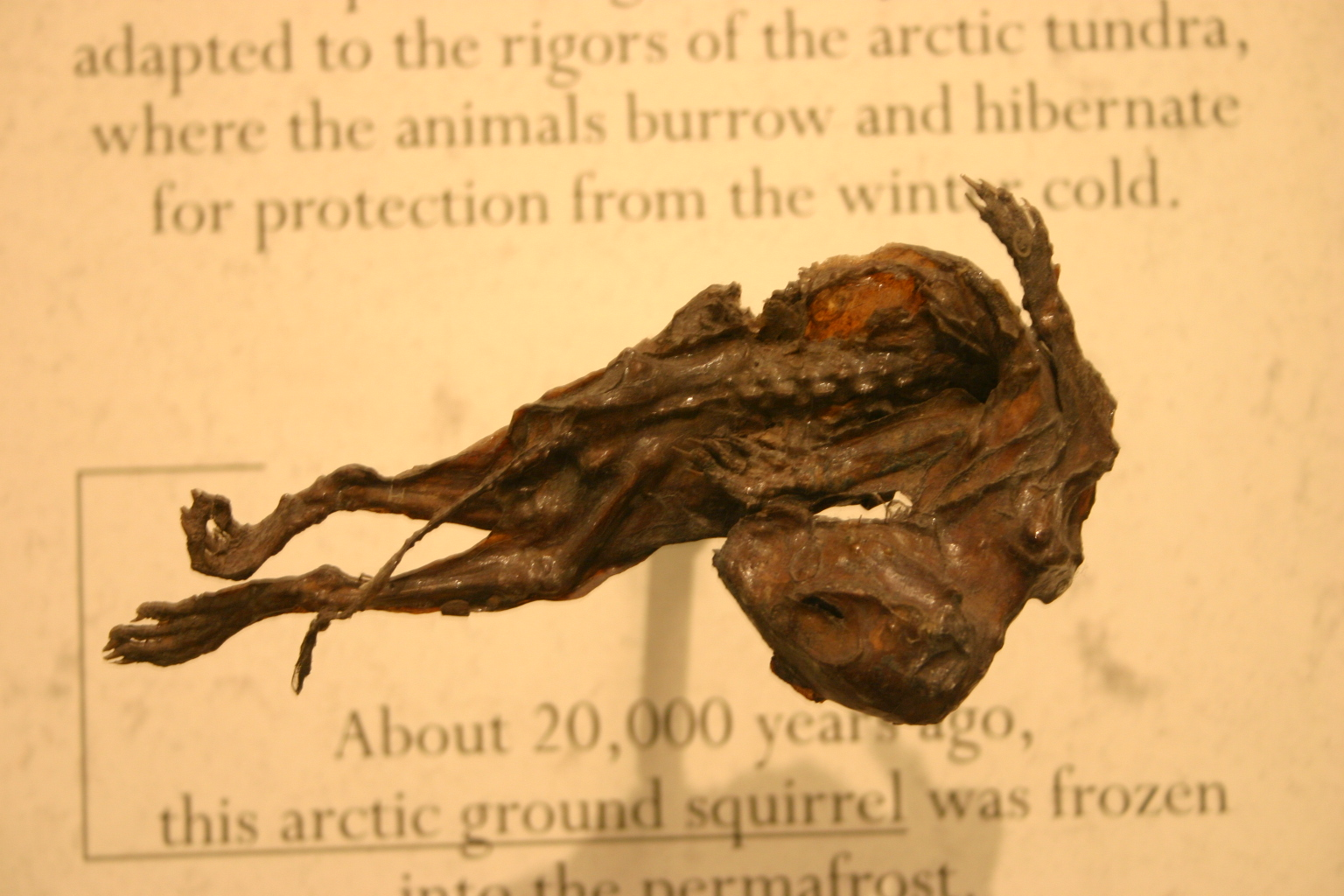
Una mòmia d'esquirol de terra de 20.000 anys

Palaeosciurus d'Europa és el marmotini més antic conegut. Els primers fòssils daten del principi de l'Oligocè (fa més de 30 milions d'anys) i el gènere persistí probablement fins a mitjans del Miocè, fa 15 milions d'anys.
Els marmotinis es dispersaren d'Euràsia a Nord-amèrica pel pont de Bering o Groenlàndia, que aleshores eren hàbitats de clima temperat.

### Subtribus i gèneres
Gèneres basals i incertae sedis:
- Palaeosciurus †[3]
- Sciurotamias (Xina)

Subtribu Marmotina: marmotes
- Arctomyoides †
- Marmota
- Miospermophilus †
- Paenemarmota †
- Palaearctomys †
- Protospermophilus †
- Ictidomys

Subtribu Spermophilina: Esquirols de terra pròpiament dits
- Ammospermophilus
- Cynomys (Gos de les praderies)
- Spermophilinus †
- Infratribu Spermophilus
  - Callospermophilus
  - Notocitellus
  - Otospermophilus
  - Poliocitellus
  - Spermophilus[4]
  - Urocitellus
  - Xerospermophilus

Subtribu Tamiina:
- Nototamias †
- Infratribu Tamias
  - Eutamias
  - Neotamias
  - Tamias